# 発表!全美少女戦士セーラームーンアニメ大投票
- 美少女戦士セーラームーン > 発表!全美少女戦士セーラームーンアニメ大投票
- 全○○大投票 > 発表!全美少女戦士セーラームーンアニメ大投票

『発表！全セーラームーンアニメ大投票』（はっぴょう ぜんセーラームーンアニメだいとうひょう）は、NHK BSプレミアムにて放送された、美少女戦士セーラームーンを原作とするアニメシリーズについての特別番組。2020年12月5日22時30分から24時30分にかけて放送された。

## 概要
NHKの人気投票番組シリーズ「全○○大投票」の第7弾。
新作劇場版アニメ美少女戦士セーラームーンEternal公開直前記念として、武内直子による少女漫画美少女戦士セーラームーンを原作とするアニメ作品群を特集する。
番組特設サイトにおいて「あなたの好きなキャラクター」・「あなたの好きなエピソード」・「あなたの好きな歌」の3つの部門で投票を募り、2020年10月16日から11月23日まで投票が行われた。投票総数は、82,706票。
前作の発表!全エヴァンゲリオン大投票において生放送番組は、新型コロナウイルス感染症（COVID-19）の流行及び改正・新型インフルエンザ等対策特別措置法に基づく緊急事態宣言の発令に伴う影響を受け、杉浦以外の出演者がリモートで出演したが、今作では出演者が現場出演している。

## 出演者
| 司会                        | 西川貴教（歌手・タレント） 杉浦友紀（NHKアナウンサー）                                                                                                   |
| ゲスト／ 好きなキャラクター | 中川翔子（タレント 『Crystal』よりダイアナ役）／セーラームーン ヒャダイン（音楽クリエイター）／セーラーマーキュリー 藤津亮太（アニメ評論家）／月野うさぎ |
| ゲスト声優                  | 三石琴乃（月野うさぎ／セーラームーン役） 野島健児（『Crystal』より地場衛／タキシード仮面役） 福圓美里（『Crystal』よりちびうさ／セーラーちびムーン役）   |
| ゲスト歌手                  | 石田燿子（アニソン歌手） |
| ボイスメッセージ            | 古谷徹（90年代版より地場衛／タキシード仮面役） |
| インタビュー                | 今千秋（『Eternal』の監督） 只野和子（キャラクターデザイナー）                                                                                           |

## 投票対象作品群
対象は2020年9月までのアニメ作品に限る。

### 90年代アニメシリーズ
テレビアニメシリーズ
| 正式名称                                                | 略称     |
| ------------------------------------------------------- | -------- |
| 美少女戦士セーラームーン（第1シリーズ）                 | 無印     |
| 美少女戦士セーラームーンR（第2シリーズ）                | R        |
| 美少女戦士セーラームーンS（第3シリーズ）                | S        |
| 美少女戦士セーラームーンSuperS（第4シリーズ）           | SS       |
| 美少女戦士セーラームーンセーラースターズ（第5シリーズ） | スターズ |

劇場版アニメ
| 正式名称 | 略称         |
| --- | ------------ |
| 劇場版美少女戦士セーラームーンR（第2シリーズ、長編アニメーション映画）                                                   | 劇R          |
| メイクアップ!セーラー戦士（第2シリーズ、短編アニメーション映画）                                                         | メイクアップ |
| 劇場版美少女戦士セーラームーンS（第3シリーズ、長編アニメーション映画）                                                   | 劇S          |
| 美少女戦士セーラームーンSuperS セーラー9戦士集結!ブラック・ドリーム・ホールの奇跡（第4シリーズ、長編アニメーション映画） | 劇SS         |
| スペシャルプレゼント 亜美ちゃんの初恋 美少女戦士セーラームーンSuperS 外伝（第4シリーズ、短編アニメーション映画）         | 亜美ちゃん   |

### Crystalシリーズ
テレビアニメシリーズ
Crystalシリーズは第1期から第3期まで一括りで統一されている。
| 正式名称                                                                                            | 略称    |
| --------------------------------------------------------------------------------------------------- | ------- |
| 美少女戦士セーラームーンCrystal（第1期、第2期） 美少女戦士セーラームーンCrystal Season III（第3期） | Crystal |

## 投票結果
全体投票数の割合は男性11%、女性89%。
| 年齢層 | 0～19 | 20～29 | 30～39 | 40～49 | 50～59 | 60～69 |
| ------ | ----- | ------ | ------ | ------ | ------ | ------ |
| %      | 11.7  | 30.6   | 46.0   | 8.3    | 2.9    | 0.5    |

### 凡例
本投票ではアニメシリーズを跨って投票されるキャラクターが多く、またキャラクターの形態が多様であることから、月野うさぎ及びちびうさを例に下記の様な区分がなされている。セーラー戦士たちは変身前後で投票が分散されてしまっている上、投票数は開示されていないため同一の存在を統合した総合投票数は不明のままである。
月野うさぎ
- 月野うさぎ（変身前の姿）
- セーラームーン（セーラー戦士に変身後の姿）

スーパーセーラームーン、エターナルセーラームーンなどの派生形態も含む
- プリンセス・セレニティ（前世の姿）
- ネオ・クイーン・セレニティ（未来の姿）

ちびうさ
- ちびうさ（変身前の姿）
- セーラーちびムーン（セーラー戦士に変身後の姿）

スーパーちびセーラームーンなどの派生形態も含む
- うさぎ・プリンセス・SL・セレニティ（未来の第一王女としての姿）
- ブラック・レディ（洗脳されて悪に落ちた姿）

### キャラクター部門
- TVシリーズと劇場版に登場する約120名のキャラクターが投票対象。
- Crystal版の担当声優については、放送当時まだ公開されていなかった劇場版『Eternal』『Cosmos』の登場キャラクターの演者についても併せて記載する。

| 順位 | キャラクター名                                                 | 90年代版   | Crystal版          | 同一存在 | キャラクター区分                     | 備考                     |
| ---- | -------------------------------------------------------------- | ---------- | ------------------ | -------- | ------------------------------------ | ------------------------ |
| 1    | セーラーウラヌス スーパーセーラーウラヌス                      | 緒方恵美   | 皆川純子           | はるか   | セーラー戦士                         |                          |
| 2    | セーラームーン スーパーセーラームーン エターナルセーラームーン | 三石琴乃   | 三石琴乃           | うさぎ   | セーラー戦士                         |                          |
| 3    | 天王はるか                                                     | 緒方恵美   | 皆川純子           | はるか   | セーラー戦士変身前                   |                          |
| 4    | 愛野美奈子                                                     | 深見梨加   | 伊藤静             | 美奈子   | セーラー戦士変身前                   |                          |
| 5    | 星野光                                                         | 新山志保   | 井上麻里奈         | 星野     | セーラー戦士変身前                   |                          |
| 6    | 海王みちる                                                     | 勝生真沙子 | 大原さやか         | みちる   | セーラー戦士変身前                   |                          |
| 7    | セーラーサターン スーパーセーラーサターン                      | 皆口裕子   | 藤井ゆきよ         | ほたる   | セーラー戦士                         |                          |
| 8    | 木野まこと                                                     | 篠原恵美   | 小清水亜美         | まこと   | セーラー戦士変身前                   |                          |
| 9    | 水野亜美                                                       | 久川綾     | 金元寿子           | 亜美     | セーラー戦士変身前                   |                          |
| 10   | セーラーマーキュリー スーパーセーラーマーキュリー              | 久川綾     | 金元寿子           | 亜美     | セーラー戦士                         |                          |
| 11   | フィッシュ・アイ                                               | 石田彰     | 蒼井翔太           | ―        | 敵対勢力（デッド・ムーン）           | 敵対勢力第一位           |
| 12   | セーラーヴィーナス スーパーセーラーヴィーナス                  | 深見梨加   | 伊藤静             | 美奈子   | セーラー戦士                         |                          |
| 13   | プリンセス・セレニティ                                         | 三石琴乃   | 三石琴乃           | うさぎ   | 前世の姿                             |                          |
| 14   | セーラーネプチューン スーパーセーラーネプチューン              | 勝生真沙子 | 大原さやか         | みちる   | セーラー戦士                         |                          |
| 15   | 月野うさぎ                                                     | 三石琴乃   | 三石琴乃           | うさぎ   | セーラー戦士変身前                   |                          |
| 16   | セーラーマーズ スーパーセーラーマーズ                          | 富沢美智恵 | 佐藤利奈           | レイ     | セーラー戦士                         |                          |
| 17   | 土萠ほたる                                                     | 皆口裕子   | 藤井ゆきよ         | ほたる   | セーラー戦士変身前                   |                          |
| 18   | ルナ（人間）                                                   | 潘恵子     | 広橋涼             | ルナ     | 協力者                               | 劇Sにて登場              |
| 19   | ブラック・レディ                                               | 荒木香恵   | 福圓美里           | ちびうさ | 敵対勢力（ブラック・ムーン一族）     | 洗脳によって変化         |
| 20   | セーラージュピター スーパーセーラージュピター                  | 篠原恵美   | 小清水亜美         | まこと   | セーラー戦士                         |                          |
| 21   | 火野レイ                                                       | 富沢美智恵 | 佐藤利奈           | レイ     | セーラー戦士変身前                   |                          |
| 22   | セーラープルート                                               | 川島千代子 | 前田愛             | せつな   | セーラー戦士                         |                          |
| 23   | ちびうさ                                                       | 荒木香恵   | 福圓美里           | ちびうさ | セーラー戦士変身前                   |                          |
| 24   | プリンス・デマンド                                             | 塩沢兼人   | 宮野真守           | ―        | 敵対勢力（ブラック・ムーン一族）     |                          |
| 25   | セーラーちびムーン スーパーセーラーちびムーン                  | 荒木香恵   | 福圓美里           | ちびうさ | セーラー戦士                         |                          |
| 26   | 地場衛                                                         | 古谷徹     | 野島健児           | 衛       | 協力者                               |                          |
| 27   | タキシード仮面                                                 | 古谷徹     | 野島健児           | 衛       | 協力者                               |                          |
| 28   | 夜天光                                                         | 坂本千夏   | 佐倉綾音           | 夜天     | セーラー戦士変身前                   |                          |
| 29   | ネフライト                                                     | 森功至     | 鳥海浩輔           | ―        | 敵対勢力（ダーク・キングダム）       |                          |
| 30   | ルナ                                                           | 潘恵子     | 広橋涼             | ルナ     | 協力者                               |                          |
| 31   | セーラーV                                                      | 深見梨加   | 伊藤静             | 美奈子   | セーラー戦士                         | 初期の姿                 |
| 32   | ゾイサイト                                                     | 難波圭一   | 松風雅也           | ―        | 敵対勢力（ダーク・キングダム）       |                          |
| 33   | エリオス／ペガサス                                             | 松野太紀   | 松岡禎丞           | ―        | 協力者                               | 人間形態と天馬形態、両方 |
| 34   | ネオ・クイーン・セレニティ                                     | 三石琴乃   | 三石琴乃           | うさぎ   | 未来の姿                             |                          |
| 35   | セーラースターファイター                                       | 新山志保   | 井上麻里奈         | 星野     | セーラー戦士                         |                          |
| 36   | サフィール                                                     | 柏倉つとむ | 代永翼             | ―        | 敵対勢力（ブラック・ムーン一族）     |                          |
| 37   | 大阪なる                                                       | 柿沼紫乃   | 佐藤聡美           | ―        | 一般人                               | 一般人唯一のランクイン   |
| 38   | セーラースターヒーラー                                         | 坂本千夏   | 佐倉綾音           | 夜天     | セーラー戦士                         |                          |
| 39   | コーアン                                                       | 山崎和佳奈 | 雪野五月           | ―        | 敵対勢力（ブラック・ムーン一族）     |                          |
| 40   | ユージアル                                                     | 川村万梨阿 | たかはし智秋       | ―        | 敵対勢力（デス・バスターズ）         |                          |
| 41   | うさぎ・プリンセス・SL・セレニティ                             | 荒木香恵   | 福圓美里           | ちびうさ | 未来の姿                             |                          |
| 42   | プリンス・エンディミオン                                       | 古谷徹     | 野島健児           | 衛       | 前世の姿                             |                          |
| 43   | パラパラ                                                       | 豊嶋真千子 | 諸星すみれ         | ―        | 敵対勢力（デッド・ムーン）           |                          |
| 44   | クンツァイト                                                   | 曽我部和恭 | 竹本英史           | ―        | 敵対勢力（ダーク・キングダム）       |                          |
| 45   | ベルチェ                                                       | 天野由梨   | 笠原留美           | ―        | 敵対勢力（ブラック・ムーン一族）     |                          |
| 46   | タイガーズ・アイ                                               | 置鮎龍太郎 | 日野聡             | ―        | 敵対勢力（デッド・ムーン）           |                          |
| 47   | アルテミス                                                     | 高戸靖広   | 大林洋平・村田大志 | ―        | 協力者                               |                          |
| 48   | 冥王せつな                                                     | 川島千代子 | 前田愛             | せつな   | セーラー戦士変身前                   |                          |
| 49   | ミストレス9                                                    | 皆口裕子   | 藤井ゆきよ         | ほたる   | 敵対勢力（デス・バスターズ）         | 憑依された状態           |
| 50   | セーラーギャラクシア                                           | 堀江美都子 | 林原めぐみ         | ―        | 敵対勢力（シャドウ・ギャラクティカ） |                          |

### エピソード部門
- TVシリーズと劇場版の約250作のエピソードが投票対象。

| 順位 | エピソード                       | 作品     | 話数（通算）  |
| ---- | -------------------------------- | -------- | ------------- |
| 1    | 劇場版美少女戦士セーラームーンR  | 劇R      | ―             |
| 2    | セーラー戦士死す! 悲壮なる最終戦 | 無印     | 45話（45話）  |
| 3    | なるちゃん号泣! ネフライト愛の死 | 無印     | 24話（24話）  |
| 4    | ウラヌス達の死? タリスマン出現   | S        | 21話（110話） |
| 5    | うさぎの想いは永遠に! 新しき転生 | 無印     | 46話（46話）  |
| 6    | 劇場版美少女戦士セーラームーンS  | 劇S      | ―             |
| 7    | うさぎの愛! 月光銀河を照らす     | スターズ | 34話（200話） |
| 8    | 輝く流星! サターンそして救世主   | S        | 36話（125話） |
| 9    | 衝撃の刻! 明かされた互いの正体   | S        | 20話（109話） |
| 10   | 消えゆく星々! ウラヌス達の最期   | スターズ | 32話（198話） |

### 歌部門
- TVシリーズと劇場版に登場する約80曲の歌が投票対象。同じ楽曲でもアーティストが異なる場合は別扱いとする。

| 順位 | 歌                              | アーティスト                                     | 内訳                                               | アニメ作品                    | 形態                          |
| ---- | ------------------------------- | ------------------------------------------------ | -------------------------------------------------- | ----------------------------- | ----------------------------- |
| 1    | ムーンライト伝説                | DALI                                             | 高橋美鈴 西本麻里 石沢晶 土屋さゆり                | 無印、R                       | オープニング主題歌            |
| 2    | 乙女のポリシー                  | 石田よう子                                       | 石田燿子                                           | R、S（1話のみ）               | エンディング主題歌            |
| 3    | Moon Revenge                    | セーラー戦士                                     | 三石琴乃 久川綾 富沢美智恵 篠原恵美 深見梨加       | 劇R                           | エンディング主題歌            |
| 4    | タキシード・ミラージュ          | 三石琴乃・久川綾・富沢美智恵・篠原恵美・深見梨加 | 三石琴乃 久川綾 富沢美智恵 篠原恵美 深見梨加       | S（1話以外）                  | エンディング主題歌            |
| 5    | セーラースターソング            | 花沢加絵                                         | 花沢加絵                                           | スターズ                      | オープニング主題歌            |
| 6    | “らしく”いきましょ              | Meu                                              | 梶谷美由紀                                         | SS（141話 - 166話）           | 後期エンディング主題歌        |
| 7    | 愛の戦士                        | 石田よう子                                       | 石田燿子                                           | R（68話、89話）、S（102話）   | 劇中挿入歌                    |
| 8    | ラ・ソウルジャー（La Souldier） | 桜っ子クラブさくら組                             | 大山アンザ 森野文子 中山博子 かのこ 鈴木奈々       | R（88話）                     | 劇中挿入歌                    |
| 9    | MOON PRIDE                      | ももいろクローバーZ                              | 百田夏菜子 玉井詩織 佐々木彩夏 高城れに 有安杏果   | Crystal（第1期、第2期）       | オープニング主題歌            |
| 10   | 銀河一身分違いな片想い          | 星野光                                           | 新山志保                                           | スターズ                      | キャラクターソング            |
| 11   | eternal eternity                | セーラーウラヌス & セーラーネプチューン          | 皆川純子 大原さやか                                | Crystal                       | 第3期第1エンディング主題歌    |
| 12   | とどかぬ想い-my friend’s love-  | スリーライツ （星野光、大気光、夜天光）          | 新山志保 津野田なるみ 坂本千夏                     | スターズ                      |                               |
| 13   | 流れ星へ                        | スリーライツ （星野光、大気光、夜天光）          | 新山志保 津野田なるみ 坂本千夏                     | スターズ                      |                               |
| 14   | 私たちになりたくて              | 藤谷美和子                                       | 藤谷美和子                                         | SS（128話 - 140話)            | 前期エンディング主題歌        |
| 15   | ムーンライト伝説                | ムーンリップス                                   | 大山アンザ 森野文子 中山博子 かのこ 鈴木奈々       | S、SS                         | オープニング主題歌            |
| 16   | 風も空もきっと…                 | 観月ありさ                                       | 観月ありさ                                         | セーラースターズ（200話以外） | エンディング主題歌            |
| 17   | ルート・ヴィーナス              | 深見梨加                                         | 深見梨加                                           | SS、スターズ                  | 劇中挿入歌 キャラクターソング |
| 18   | 月虹                            | ももいろクローバーZ                              | 百田夏菜子 玉井詩織 佐々木彩夏 高城れに 有安杏果   | Crystal                       | エンディング主題歌            |
| 19   | プリンセス・ムーン              | 橋本潮、アップルパイ                             | 橋本潮、他                                         | 無印（27話 - 46話）           | 後期エンディング主題歌        |
| 20   | HEART MOVING                    | 高松美砂絵（さくらさくら）                       | 高松美砂絵                                         | 無印（1話 - 26話）            | 前期エンディング主題歌        |
| 21   | YOU’RE JUST MY LOVE             | 三石琴乃・古谷徹                                 | 三石琴乃・古谷徹                                   | 無印（46話）                  | 挿入歌 キャラクターソング     |
| 22   | ニュームーンに恋して            | やくしまるえつこ                                 | やくしまるえつこ                                   | Crystal（27話 - 29話、38話）  | オープニング主題歌            |
| 23   | ニュームーンに恋して            | ももいろクローバーZ                              | 百田夏菜子 玉井詩織 佐々木彩夏 高城れに 有安杏果   | Crystal（34話 - 37話）        | オープニング主題歌            |
| 24   | 風になりたい                    | 天王はるか                                       | 緒方恵美                                           | S                             | キャラクターソング            |
| 25   | 運命は美しく                    | 海王みちる                                       | 勝生真沙子                                         | S                             | キャラクターソング            |
| 26   | 三時の妖精                      | 森の木児童合唱団とその友達                       | 森の木児童合唱団とプリティキャストのレオナとエレナ | 劇SS                          | 劇中挿入歌                    |
| 27   | I am セーラームーン             | セーラー戦士                                     | 三石琴乃 久川綾 富沢美智恵 篠原恵美 深見梨加       | メイクアップ                  | エンディング主題歌            |
| 28   | Moonlight Destiny               | 朝川ひろこ                                       | 朝川ひろこ                                         | 劇S                           | エンディング主題歌            |
| 29   | STARLIGHTにキスして             | 木野まこと                                       | 篠原恵美                                           | 無印                          | キャラクターソング            |
| 30   | 同じ涙を分け合って              | 久川綾                                           | 久川綾                                             | R、SS                         | 劇中挿入歌 キャラクターソング |